# Iglesia anglicana en China
La Iglesia anglicana en China (en chino tradicional, 中華聖公會; Wade-Giles, Chung Hua Sheng Kung Hui; literalmente, ‘Santa Iglesia Católica de China’), también conocida como la Provincia anglicana-episcopal de China, y denominada Iglesia en China (en inglés: Church in China) por la Iglesia de Inglaterra, fue el nombre de la Iglesia anglicana en China desde 1912 hasta aproximadamente 1958.

## Historia

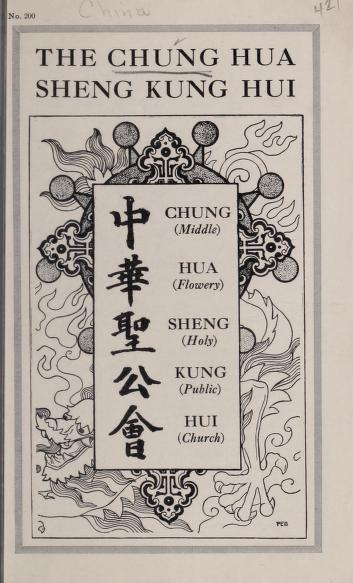
Portada del folleto The Chung Hua Sheng Kung Hui, editado por la Iglesia episcopal estadounidense, Nueva York, 1913.

La Chung Hua Sheng Kung Hui (CHSKH) fue establecida el 26 de abril de 1912 por la fusión de las diversas actividades misioneras de la Iglesia de Inglaterra, la Iglesia episcopal en los Estados Unidos, la Iglesia anglicana de Canadá y de las otras provincias anglicanas en una jurisdicción autónoma. La fusión de las respectivas iniciativas misioneras anglicanas en China en una iglesia nacional se hizo eco de pasos similares que se tomaron en 1887 para establecer la Iglesia anglicana en Japón.
Después de la toma de poder por parte de los comunistas en China en 1949, las iglesias cristianas en China se vieron obligadas a romper sus lazos con las respectivas iglesias en el extranjero, lo que ha llevado a la fusión de la CHSKH en la Iglesia Patriótica de las Tres Autonomías establecida por el gobierno comunista. Sus diócesis en Hong Kong y Macao, entonces bajo administraciones británica y portuguesa respectivamente, se convirtieron en la diócesis de Hong Kong y Macao, posteriormente reorganizada como una provincia anglicana independiente: la Iglesia anglicana en Hong Kong. Los que huyeron a Taiwán con los nacionalistas establecieron la diócesis episcopal de Taiwán, una diócesis perteneciente a la Iglesia episcopal en los Estados Unidos. La CHSKH nunca se disolvió formalmente, pero todas las actividades habían cesado en 1958.

## Iniciativas misioneras anglicanas en China antes de 1912
- Iniciativas misioneras de la Iglesia de Inglaterra conocidas como la Iglesia en China (Church in China, 1849–1912)
- Iniciativas misioneras de la Iglesia episcopal estadounidense denominadas Misión de la Iglesia Episcopal Protestante (1835–1912)

## Diócesis

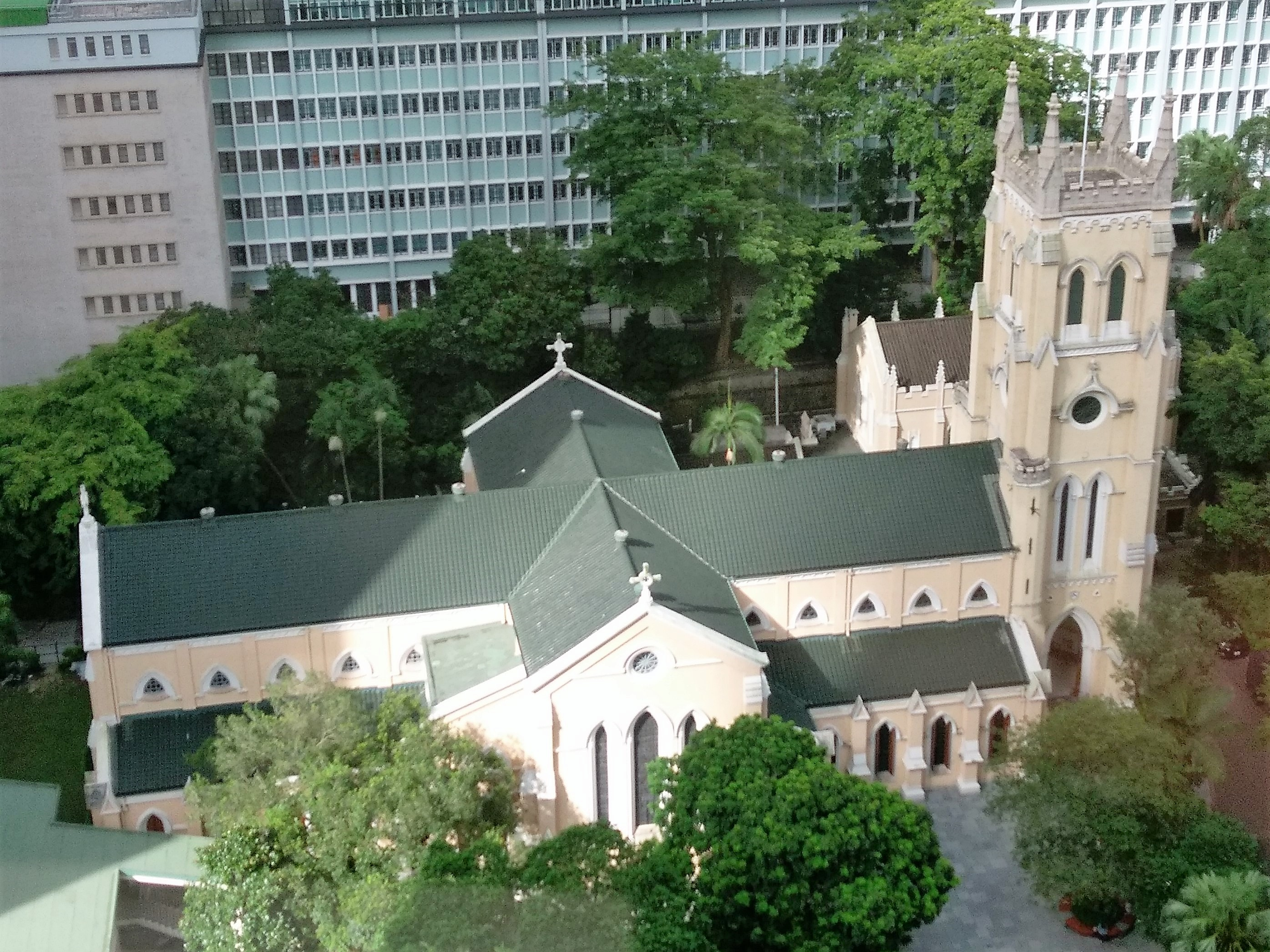
La catedral de San Juan Evangelista en Hong Kong

- Diócesis de Victoria (1842) tenía la catedral de San Juan en Hong Kong
- Diócesis de Hong Kong-Macao (Misión del Sur de China, 1849)
- Diócesis de Che Kiang (Misión de Chekiang, 1872) tenía la catedral de la Santa Trinidad en Shanghái bajo la jurisdicción del obispo de Chekiang
- Diócesis de Hua Pei (1880) tenía la catedral de San Salvador en Pekín, iglesia de Todos los Santos en Tianjin, y iglesia Anglicana de Dalian en Dalian
- Diócesis de Hua Hsi (Misión de China Occidental, 1895) tenía la iglesia del Evangelio en Guanghan, iglesia del Evangelio en Jiangyou, iglesia del Evangelio en Mianyang, iglesia del Evangelio e iglesia de Santo Tomás en Mianzhu, iglesia del Evangelio en Wanzhou (Chongqing), iglesia de San Juan en Chengdu, iglesia de la Trinidad y catedral de San Juan en Langzhong
- Diócesis de Shan Tung fue una diócesis misionera de la Iglesia de Inglaterra en China, anteriormente parte de la Misión del Norte de China de la Iglesia de Inglaterra
- Diócesis de Fu Kien (Misión de Fukien, 1906)
- Diócesis de Kui Hsiang (Misión de Kwanghsi-Hunan, 1909)
- Diócesis de Yun Kui (Misión de Yunnan-Kuichou, 1947)

## Jurisdicciones
La Iglesia anglicana en China estaba dividida en once jurisdicciones al año 1913.
| Jurisdicción         | Obispo                            | Mantenida por                              |
| -------------------- | --------------------------------- | ------------------------------------------ |
| China del Norte      | Charles Perry Scott (1880)        | Sociedad para la Propagación del Evangelio |
| Shantung             | Geoffrey Iliff (1903)             | Sociedad para la Propagación del Evangelio |
| China Occidental     | William Cassels (1895)            | Church of England Missionary Society       |
| Shanghái             | Frederick Graves (1893)           | Iglesia episcopal estadounidense           |
| Hankow               | Logan Herbert Roots (1904)        | Iglesia episcopal estadounidense           |
| Wuhu                 | Daniel Trumbull Huntington (1912) | Iglesia episcopal estadounidense           |
| Honan                | William Charles White (1909)      | Iglesia de Inglaterra en Canadá            |
| Cheh-Kiang           | Herbert Molony (1908)             | Church of England Missionary Society       |
| Kiangsi y Hunan      | William Banister (1909)           | Church of England Missionary Society       |
| Fuh-Kien             | Horace Price (1906)               | Church of England Missionary Society       |
| Victoria (Hong Kong) | Gerard Lander (1907)              | Church of England Missionary Society       |